# Guan Tong

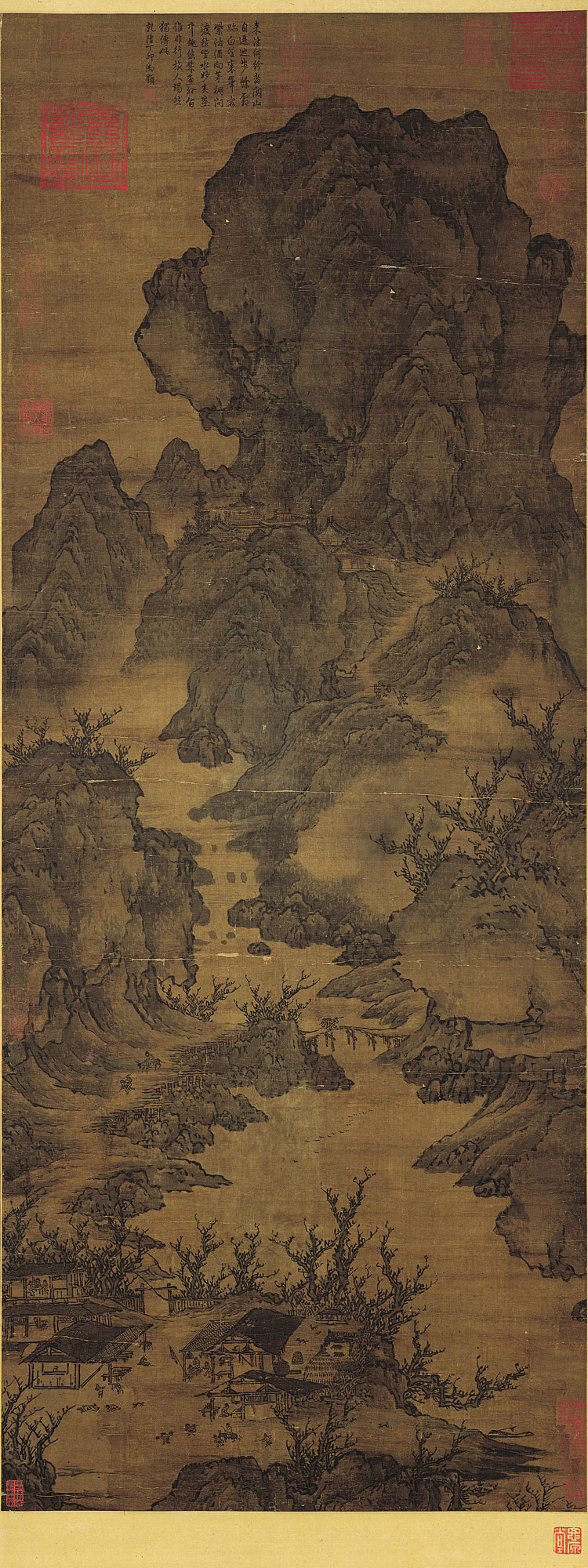
Trekken door de bergen - hangende rol met kleur op zijde (collectie Nationaal Paleismuseum in Taipei)

Guan Tong (traditioneel Chinees: 關仝) was een Chinees kunstschilder die actief was in de eerste helft van de 10e eeuw, tijdens de periode van de Vijf Dynastieën en Tien Koninkrijken. Er zijn een aantal schilderijen bewaard gebleven die aan Guan Tong zijn toegeschreven. Geen van deze werken draagt echter zijn signatuur.

## Biografie
Guan Tong was geboren in de oude hoofdstad Chang'an in de provincie Shaanxi. Hij was een leerling van de kunstschilder Jing Hao (ca. 870–925). Beiden schilderden shan shui-landschappen in gewassen inkt, met natuurgetrouwe afbeeldingen van de hoog oprijzende, ruige bergen van Shaanxi.
Guan onderscheidde zich van zijn leermeester door zijn simpelere lijnvoeringen en zijn minder complexe composities. Volgens kunstcritici zijn zijn landschappen bovendien expressiever en innovatiever. Guan gebruikte bijvoorbeeld abrupt afgebroken penseelstreken voor de hoekige rotspartijen, die worden omschreven als 'gekliefd met een bijl' (Fu Pi Cun). Hij was echter niet bedreven in het schilderen van mensen, dit liet hij vaak over aan zijn student Hu Yi (胡翼).
Samen met Li Cheng (919–967), Fan Kuan (ca. 960–1030) en Guo Xi (ca. 1020–ca. 1090) behoorde Guan tot de meest toonaangevende landschapsschilders in de noordelijke landschapsstijl.

## Vervalsing
In 1957 kocht het Museum of Fine Arts in Boston Drinken en zingen aan de voet van een steile berg. Aanvankelijk dacht men dat het een origineel werk betrof van de hand van Guan Tong. Later kwam aan het licht dat het een vervalsing was, gemaakt door de Chinese kunstschilder Zhang Daqian (1899-1983). Het werk wordt beschouwd als een van Zhangs meest ambitieuze en gedurfde vervalsingen.
- Union List of Artist Names: 500125755
- Virtual International Authority File: 96609011